# How My Heart Sings!
How My Heart Sings! — альбом, записанный джазовым музыкантом Биллом Эвансом в 1962 году, одновременно с Moon Beams.

## Переиздания
Он был переиздан в 1992 году с одним бонус-треком. How My Heart Sings! и Moon Beams также были выпущены вместе как двойной альбом The Second Trio.

## Приём
| Оценки критиков                      | Оценки критиков |
| Источник                             | Оценка          |
| ------------------------------------ | --------------- |
| Allmusic                             | [ 1 ]           |
| The Penguin Guide to Jazz Recordings | [ 2 ]           |

Пишущий для AllMusic музыкальный критик Том Джурек написал об альбоме: "Это сложная запись; она противоречит условностям, установленным самим Эвансом, и в то же время переосмысливает глубокий, почти проникновенный лиризм, который был визитной карточкой пианиста". В All About Jazz Си Майкл Бейли сказал: "После насыщенного балладами Moon Beams продюсер Оррин Кипньюс хотел сделать запись чуть более динамичной, что привело к How My Heart Sings!. Пятьдесят лет спустя эта запись остается болезненно-интроспективной, независимо от темпа. Эванс был джазовым Ван Гогом: чувствительным и беспокойным, и эти черты проявлялись в его игре на протяжении всей его карьеры."

## Список треков
1. "How My Heart Sings" (Эрл Зиндарс) – 4:59
2. "I Should Care" (Сэмми Кан, Аксель Стродаль, Пол Уотсон) – 4:55
3. "In Your Own Sweet Way" (Дейв Брубек) – 6:59
4. "In Your Own Sweet Way" [альтернативный дубль - бонус-трек] – 5:54
5. "Walking Up" (Билл Эванс) – 4:57
6. "Summertime" (Джордж Гершвин, Айра Гершвин, ДюБоз Хейворд) – 6:00
7. "34 Skidoo" (Эванс) – 6:22
8. "Ev'rything I Love" (Коул Портер) – 4:13
9. "Show-Type Tune" (Эванс) – 4:22

## Музыканты
- Билл Эванс - фортепиано
- Чак Израэлс - бас-гитара
- Пол Мотиан - барабаны